# Ludwig Koch (Fußballtrainer)
Ludwig Koch (* 1908; † nach 1941) war ein deutscher Fußballtrainer.
Im Mai 1934 wurde er Trainer der 1. Fußballmannschaft des Riesaer SV. Durch seine neuen harten Trainingsmaßnahmen erreichte er eine Steigerung der Spielstärke und vor allem der Kondition. Er war Entdecker und Förderer des ersten Riesaer Nationalspielers, Willi Arlt. 1936 stieg die Mannschaft in die Gauliga, damals die oberste Spielklasse, auf, konnte sich dort aber nur eine Saison halten. Nachdem Koch den Verein im Jahr 1940 erneut in die Gauliga geführt hatte, erreichte der Riesaer SV in der anschließenden Saison mit Rang 4 seine beste Platzierung in der höchsten Klasse.